# Travis Tedford
Travis William Tedford (Rockwall, Texas, 19 de agosto de 1988) é um ator norte-americano. Foi um ator mirim durante a década de 1990, e é mais conhecido por aparecer em comerciais de televisão para a marca Welch e por retratar o personagem "Batatinha" (Spanky McFarland) no filme de 1994, Os Batutinhas.
Tedford nasceu em Rockwall, Texas, filho de Timmy Bill Tedford e Paula Kay Dixon. Ele atualmente reside em Garland (Texas), e se formou pela Athens High School em 2006. Graduou-se na Trinity Valley Community College em 2008 no curso de Arte Livre. Travis também é primo de Jack Taylor.

## Filmografia
| Filmes    | Filmes                         | Filmes                       | Filmes        |
| Ano       | Título                         | Papel                        | Notas         |
| --------- | ------------------------------ | ---------------------------- | ------------- |
| 1994      | Os Batutinhas                  | Batatinha (Spanky McFarland) |               |
| 1998      | Slappy and the Stinkers        | Loaf                         |               |
| 1998      | Vida de Inseto                 | Vozes adicionais             |               |
| 1999      | The Thirteenth Floor           | Jornaleiro                   |               |
| 1999      | The Haunting                   | Vozes adicionais             | Não creditado |
| 2000      | Edgar MaCobb Presents          |                              | Para TV       |
| 2000      | A Christmas Tree and a Wedding | Dimitri                      |               |
| 2001      | One Night, Stan                | Kyle                         |               |
| 2010      | The Final                      | Andy                         |               |
| Televisão |                                |                              |               |
| Ano       | Título                         | Papel                        | Notas         |
| 1998      | Smart Guy                      | Chris                        | 1 episódio    |
| 1998      | Profiler                       | Chandler                     | 1 episódio    |
| 1998      | The Pretender                  | Ryan Blake                   | 1 episódio    |
| 2000      | Recess                         |                              | 3 episódios   |
| 2000      | The Amanda Show                |                              | 3 episódios   |
| 2001      | State of Grace                 | Warren                       | 1 episódio    |
| 2002      | All That                       | Knubby (jovem)               | 1 episódio    |

## Prêmios e Indicações
| Prêmios | Prêmios   | Prêmios             | Prêmios                                            | Prêmios                     |
| Ano     | Resultado | Premiação           | Categoria                                          | Título                      |
| ------- | --------- | ------------------- | -------------------------------------------------- | --------------------------- |
| 1995    | Venceu    | Young Artist Awards | Melhor Performance de Jovem Elenco em Filme        | Os Batutinhas               |
| 1997    | Venceu    | Young Artist Awards | Performance Jovem Marcante, Prêmio Comercial de TV | Welch's Grape Juice & Jelly |
| 1999    | Venceu    | Young Artist Awards | Melhor Performance em Filme - Elenco Jovem         | Slappy and the Stinkers     |